# 39-я пехотная дивизия (Российская империя)
39-я пехотная дивизия — пехотное соединение (дивизия) в составе Русской императорской армии.
Штаб дивизии: Александрополь. Входила в 1-й Кавказский армейский корпус.

## История дивизии

### Формирование
Дивизия сформирована 6 ноября 1863 г. на территории Кубанской области.

### Боевые действия
В самом начале Первой мировой войны 155-й пехотный Кубинский полк дивизии пересек российско-турецкую границу и захватил пограничное село Кетек.

I Кавказский корпус всю войну дрался на Кавказе. Им командовали генерал Берхман и генерал Калитин, 20-я пехотная дивизия вскоре его покинула. Что же касается богатырской 39-й, то каждый её полк стоил целой дивизии. Вспомним знаменитое дело дербентцев при Сарыкамыше, где рота Вашакидзе взяла Исхана-пашу и его трех начальников дивизий. Вспомним кубинцев при Азап-Кее, штурм Эрзерума — бакинцев Пирумова на Далангезе, елисаветпольцев Фененко при Чобан-Деде. А затем мамахатунские и эрзинджанские бои, где каждый из полков 39-й дивизии уничтожил по две дивизии отборной турецкой пехоты — дарданелльских победителей. Корпус взял за всю войну до 400 орудий, из них 265 — на штурме Эрзерума.— А. Керсновский. История русской армии

До перехода в общее наступление Вехиб-паша решил ликвидировать Мамахатунский выступ. 16 мая 9-й и 11-й турецкие корпуса обрушились на 4-ю Кавказскую стрелковую дивизию и заняли Мамахатун. Развивая этот успех, турки двинулись дальше в эрзерумском направлении, но генерал Юденич двинул на них 39-ю пехотную дивизию. В богатырском бою с 21-го по 23 мая непобедимая 39-я дивизия отразила пять турецких и прикрыла русский Эрзерум. В деле 16 мая под Мамахатуном нами потеряно 2 орудия. В боях с 21-го по 23 мая 153-й пехотный Бакинский полк полковника Масловского опрокинул 17-ю и 28-ю пехотные турецкие дивизии и отразил две конные дивизии неприятеля, стреляя стоя и с колена, как на ученье. Неприятеля положено без счета, но и бакинцы лишились 21 офицера и 900 нижних чинов.— А. Керсновский. История русской армии

20 декабря Энвер, оставив агонизировавшие у Сарыкамыша 9-й и 10-й корпуса, бросился под Караурган в 11-й корпус, пытаясь отчаянным усилием сломить сопротивление войск генерала Берхмана. Он лично водил в атаку войска — и весь храбрый 11-й корпус был расстрелян и переколот. Тут наша 39-я дивизия получила в Кавказской армии название «железной»… Преследуя бежавших турок, 14-я рота 154-го пехотного Дербентского полка капитана Вашакидзе захватила блестящей атакой в штыки 8 стрелявших орудий, взяв в плен командира 9-го турецкого корпуса Исхана-пашу с его штабом, начальников 17-й, 28-й и 29-й дивизий с их штабами, 107 офицеров и 2000 аскеров. Окруженный неприятелем, капитан Вашакидзе, имевший при себе едва 40 солдат, не растерялся. Он выдал себя за парламентера и так сумел запугать турок (сказав, что за лесом у нас три полка), что те после короткого колебания положили оружие.— А. Керсновский. История русской армии
Из революционных частей 39-й пехотной дивизии и красногвардейских отрядов, действовавших на Кубани, приказом штаба обороны Царицына от 25 января (7 февраля) 1918 года сформирована Юго-Восточная революционная армия (утверждено приказом от 17 февраля командующего советскими войсками Юга России В. А. Антонова-Овсеенко).

## Состав дивизии
- 1-я бригада (Александрополь)
  - 153-й пехотный Бакинский Е. И. В. Великого Князя Сергия Михайловича полк
  - 154-й пехотный Дербентский полк
- 2-я бригада (1903: Карс; 1913: Сарыкамыш)
  - 155-й пехотный Кубинский полк
  - 156-й пехотный Елисаветпольский генерала князя Цицианова полк
- 39-я артиллерийская бригада

## Командование дивизии
(Командующий в дореволюционной терминологии означал временно исполняющего обязанности начальника или командира. Должности начальника дивизии соответствовал чин генерал-лейтенанта, и при назначении на эту должность генерал-майоров они оставались командующими до момента своего производства в генерал-лейтенанты).

### Начальники дивизии
- 06.11.1863 — хх.хх.1868 — генерал-майор (с 27.03.1866 генерал-лейтенант) Тархан-Моуравов, Иосиф Давыдович
- ранее 05.04.1868 — 27.10.1875 — генерал-майор (с 16.04.1872 генерал-лейтенант) Левашёв, Фёдор Степанович
- 11.11.1875 — 07.04.1878 — генерал-майор (с 30.08.1876 генерал-лейтенант) Девель, Фёдор Данилович
- 07.04.1878 — 12.12.1884 — генерал-майор (с 20.05.1881 генерал-лейтенант) Цытович, Эраст Степанович
- 20.12.1884 — 17.07.1893 — генерал-майор (с 30.08.1886 генерал-лейтенант) фон Шак, Адольф Вильгельмович
- 21.07.1893 — 22.03.1899 — генерал-майор (с 30.08.1893 генерал-лейтенант) князь Амираджибов, Михаил Кайхосрович
- 08.06.1899 — 05.08.1899 — командующий генерал-майор Фуллон, Иван Александрович
- 06.10.1899 — 17.10.1902 — генерал-майор (с 06.12.1899 генерал-лейтенант) Дудицкий-Лишин, Вячеслав Михайлович
- 11.01.1903 — 19.03.1906 — генерал-майор (с 28.03.1904 генерал-лейтенант) Тарновский, Захар Целестинович
- 19.03.1906 — 02.01.1907 — генерал-майор (с 06.12.1906 генерал-лейтенант) Тихменёв, Валериан Павлович
- 08.03.1907 — 31.01.1913 — генерал-майор (с 22.04.1907 генерал-лейтенант) Корнеев, Владимир Петрович
- 17.02.1913 — 19.12.1915 — генерал-лейтенант Де-Витт, Владимир Владимирович
- 02.01.1916 — 22.05.1916 — генерал-лейтенант Рябинкин, Фёдор Трофимович
- 22.05.1916 — 12.03.1917 — генерал-майор (с 26.08.1916 генерал-лейтенант) Ляхов, Владимир Платонович
- 20.03.1917 — 11.08.1917 — командующий генерал-майор Мдивани, Захарий Асланович
- 14.08.1917 — 17.10.1917 — командующий генерал-майор Карнаухов, Михаил Михайлович
- 17.10.1917 — хх.хх.хххх — командующий генерал-майор Масловский, Евгений Васильевич

### Начальники штаба
Должность начальника штаба дивизии введена 1 января 1857 года.
- 06.11.1863 — 05.10.1864 — подполковник (с 30.08.1864 полковник) Скобельцын, Пётр Евграфович
- 05.10.1864 — 09.09.1865[3] — подполковник (с 30.08.1865 полковник) Павлович, Владислав Венедиктович
- хх.хх.1865 — 26.11.1871 — капитан (с 27.03.1866 подполковник, с 20.04.1869 полковник) фон Ден, Владимир Александрович
- 04.05.1872 — 07.02.1874 — полковник Маркозов, Василий Иванович[4]
- 07.02.1874 — 16.03.1876 — полковник Линевич (Леневич), Илья Петрович
- 16.03.1876 — 06.05.1878 — подполковник (с 04.04.1876 полковник) Макеев, Михаил Петрович
- 31.01.1879 — 18.02.1879 — полковник Акерман, Николай Юльевич
- хх.хх.1879 — хх.хх.1880 — подполковник (с 20.04.1880 полковник) Неверовский, Александр Фёдорович
- 02.10.1880 — 16.01.1882 — полковник Гущин, Владимир Савельевич
- до 01.03.1882 — 13.02.1885 — полковник Гизетти, Антон Людвигович
- 13.02.1885 — 07.03.1890 — полковник Шлейснер, Рихард Альфредович
- 19.03.1890 — 09.04.1891 — полковник Иевреинов, Александр Иосафович
- 09.04.1891 — 17.06.1896 — полковник Закржевский, Николай Иосифович
- 17.08.1896 — 18.07.1900 — полковник Некрасов, Сергей Петрович
- 18.08.1900 — 15.10.1900 — полковник Кияшко, Андрей Иванович[5]
- 14.12.1900 — 30.06.1901 — полковник Рыжов, Пётр Николаевич
- 10.07.1901 — 08.07.1903 — полковник Пржевальский, Михаил Алексеевич
- 27.08.1903 — 22.05.1908 — полковник Калюжный, Андрей Андреевич
- 02.06.1908 — 05.12.1908 — полковник Мдивани, Захарий Асланович
- 05.12.1908 — 24.04.1913 — подполковник (с 06.12.1908 полковник) Федоренко, Борис Иосифович
- 16.07.1913 — 02.11.1914 — полковник Кавтарадзев, Александр Иванович
- 06.12.1914 — 20.02.1915 — полковник Корганов, Гавриил Григорьевич
- 20.02.1915 — 05.03.1916 — подполковник (с 15.06.1915 полковник) Ананио, Михаил Фёдорович
- 05.03.1916 — 05.04.1917 — подполковник (с 15.08.1916 полковник) Драценко, Даниил Павлович
- 09.04.1917 — 21.10.1917 — подполковник Космаенко, Иван Порфирьевич
- 21.10.1917 — хх.хх.хххх — и.д. полковник Де Роберти, Николай Александрович

### Командиры 1-й бригады
В период с 28 марта 1857 года по 30 августа 1873 года должности бригадных командиров были упразднены.
После начала Первой мировой войны в дивизии была оставлена должность только одного бригадного командира, именовавшегося командиром бригады 39-й пехотной дивизии.
- 30.08.1873 — 04.12.1873 — генерал-майор барон Врангель, Владимир Людвигович
- 10.12.1873 — 26.12.1876 — генерал-майор Полторацкий, Михаил Михайлович
- 26.12.1876 — 07.04.1877 — генерал-майор Шелеметьев, Николай Васильевич
- 07.04.1877 — 07.04.1878 — генерал-майор Цытович, Эраст Степанович
- 07.04.1878 — 22.05.1878[6] — генерал-майор Карасёв, Дмитрий Павлович
- 22.05.1878 — 08.10.1889 — генерал-майор Ковторадзе, Алексей Гаврилович
- 29.10.1889 — 28.12.1899 — генерал-майор Дроздович, Емельян Михайлович
- 18.01.1900 — 30.05.1901 — генерал-майор Гершельман, Константин Владимирович
- 02.06.1901 — 09.03.1902 — генерал-майор Мищенко, Павел Иванович
- 24.04.1902 — 13.08.1905 — генерал-майор Волошинов, Фёдор Афанасьевич
- 25.03.1905 — 22.09.1907 — генерал-майор Порай-Кошиц, Евгений Александрович
- 25.09.1907 — 19.07.1908 — генерал-майор Кукуран, Василий Васильевич
- 03.09.1908 — 03.04.1913 — полковник (с 28.11.1908 генерал-майор) Гильчевский, Константин Лукич
- 26.04.1913 — 02.05.1913 — генерал-майор Бутков, Фёдор Васильевич
- 23.06.1913 — 29.07.1914 — генерал-майор Навроцкий, Николай Иванович

### Командиры 2-й бригады
- 30.08.1873 — 07.10.1873  — генерал-майор Белявский, Михаил Павлович
- 10.12.1873[7] — 28.05.1875[8] — генерал-майор Авинов, Сергей Александрович
- 28.05.1875 — 11.11.1875 — генерал-майор Клюки фон Клугенау, Николай Францевич
- 06.01.1876 — 21.04.1878 — генерал-майор Ореус, Николай Иванович
- 28.04.1878 — 15.11.1878 — генерал-майор Иванов, Афанасий Иванович
- 22.05.1879 — 14.02.1881 — генерал-майор Щелкачёв, Иван Матвеевич
- 24.03.1881 — 02.09.1882 — генерал-майор Чайковский, Митрофан Петрович
- 02.09.1882 — 28.09.1884 — генерал-майор Иванов, Афанасий Иванович (повторно)
- 20.12.1884 — 19.05.1888 — генерал-майор Зеферопуло, Константин Иванович
- 20.06.1888 — 05.08.1896 — генерал-майор Фромандиер, Иван Павлович
- 14.08.1896 — 28.04.1899 — генерал-майор Редькин, Пётр Тимофеевич
- 28.04.1899 — 06.09.1899 — генерал-майор Кесяков, Константин Искрович
- 06.09.1899 — 30.04.1905 — генерал-майор Покровский, Алексей Матвеевич
- 30.04.1905 — 03.06.1906 — генерал-майор Ерофеев, Михаил Родионович
- 28.07.1906 — 07.03.1908 — генерал-майор Петеров, Эрнст-Яков Касперович
- 19.07.1908 — 11.09.1912 — генерал-майор Солоненко, Константин Степанович
- 11.09.1912 — 31.12.1913 — генерал-майор Скляревский, Василий Епифанович
- 14.01.1914 — 11.02.1914 — генерал-майор Ерогин, Михаил Григорьевич
- 25.03.1914 — 02.04.1916 — генерал-майор Дубисский, Филипп-Станислав Иосифович
- 02.04.1916 — 30.09.1917 — генерал-майор Арджеванидзе, Георгий Павлович
- 22.10.1917 — хх.хх.1918 — генерал-майор Фененко, Михаил Яковлевич

### Помощники начальника дивизии
В период с 28 марта 1857 года по 30 августа 1873 года помощники начальника дивизии фактически являлись бригадными командирами
- 02.01.1864 — хх.хх.1868 — генерал-майор Левашёв, Фёдор Степанович
- 31.08.1868 — 07.04.1871 — генерал-майор Тухолка, Александр Львович
- 09.05.1871 — 30.08.1873 — генерал-майор Иолшин, Михаил Александрович

### Командиры 39-й артиллерийской бригады
Бригада сформирована на Кавказе 24 апреля 1864 г. наряду с 38-й и 40-й артиллерийскими бригадами.
До 1875 г. должности командира артиллерийской бригады соответствовал чин полковника, а с 17 августа 1875 г. - чин генерал-майора.
- 13.05.1864 — хх.хх.1867 — полковник Шестаков, Егор Фёдорович
- хх.хх.1867 — 17.04.1873 — полковник Козиков, Владимир Фёдорович
- 17.04.1873 — 14.12.1873 — полковник Куликовский, Иван Павлович
- 14.12.1873 — хх.07.1885 — полковник (с 08.11.1877 генерал-майор) Проскуряков, Фёдор Дмитриевич
- 12.07.1885 — 30.01.1893 — генерал-майор Лесовой, Иван Мартынович
- 30.01.1893 — 09.02.1897 — генерал-майор Химшиев, Георгий Спиридонович
- 09.02.1897 — 28.11.1899 — генерал-майор Великопольский, Иван Иванович
- 29.12.1899 — 22.01.1902 — полковник (с 06.12.1900 генерал-майор) Каневский, Иван Яковлевич
- 22.01.1902 — 19.03.1906[11] — генерал-майор Ковтунович, Яков Иванович
- 07.06.1906 — 21.11.1907 — полковник (с 06.12.1906 генерал-майор) Паскевич, Михаил Семёнович
- 21.11.1907 — 18.06.1908 — генерал-майор Салтыков, Владимир Владимирович
- 16.08.1908 — 25.07.1910 — генерал-майор Асеев, Дмитрий Павлович
- 01.08.1910 — 21.02.1915 — генерал-майор (с 12.11.1914 генерал-лейтенант) Калин, Владимир Дмитриевич
- 04.03.1915 — 10.06.1917 — полковник (с 24.03.1916 генерал-майор) Гамченко, Иван Спиридонович
- 10.06.1917 — хх.хх.хххх — командующий полковник Миронич, Михаил Константинович